# Renere teknologi - vejen til et bedre miljø
Renere teknologi - vejen til et bedre miljø er en dokumentarfilm instrueret af Lars Brydesen efter manuskript af Birgitte Nielsen.

## Handling
Dokumentarfilm. En række danske virksomheder har indført renere teknologi i deres produktion, og har derved ikke bare fået et bedre miljø, men også fået færre udgifter til affald og rensning.